# Holasteron humphreysi
Holasteron humphreysi là một loài nhện trong họ Zodariidae.
Loài này thuộc chi Holasteron. Holasteron humphreysi được Barbara C. Baehr miêu tả năm 2004.